# Flughafen Angers Loire

i7
i11
i13
Die Angers Loire Aéroport ist ein französischer Flughafen.  Er liegt in der Region Pays de la Loire im Département Maine-et-Loire auf dem Gebiet der Gemeinde Marcé. Parallel neben der befestigten Start- und Landebahn befindet sich jeweils eine Graspiste.
Neben einigen Linienverbindungen nutzten Frachtflugzeuge und Charterfluggesellschaften den Flughafen, an dessen Rand sich ein kleines regionales Luftfahrtmuseum befindet.

## Geschichte
Der Flughafen Angers Loire wurde 1998 weit außerhalb Angers anstelle des stadtnahen Flughafens Angers-Avrillé eröffnet. Letzterer wurde bereits 1908 eröffnet. Während der Besetzung Frankreichs im Zweiten Weltkrieg stand er unter dem Kommando der deutschen Wehrmacht. Hier war von Juli bis September 1940 lagen hier der Stab und die I. Gruppe des Sturzkampfgeschwaders 1 mit ihren Ju 87R. Ein weiterer Nutzer war im Juli/August 1944 ein Detachement der 3. Staffel der Nahaufklärungsgruppe 13 (3./NAGr.13).
Nach seiner Eröffnung 1998 richtete Air France Regional eine erste Linienverbindung zu ihrem „Hub“ in Clermont-Ferrand ein, die sich jedoch nicht rechnete. Daraufhin eröffnete Airlinair eine Verbindung mit ATR 42 nach Lyon. Trotz eines später eingefügten Zwischenstopps in Tours rechnete sich auch diese nicht. Weitere ebenfalls erfolglose Verbindungen der britischen Flybe, der irischen Aer Arann sowie der Eastern Airways wurden bald eingestellt.
Im Sommer 2010 gab es eine wöchentliche Verbindung von Tunisair Express nach Tunesien. In jenem Jahres begann Sun Air Flüge nach London City. Hinzu kamen Frachtlinien wie Atlantique Airlines und Aéro Jet Darta. Air Vallée unterhielt 2011 sechs Verbindungen.
Anfang 2012 gab es nur noch die Flüge London-City von British Airways und Nizza durch Danube Wings, letztere wurden Anfang 2013 eingestellt. Dafür führten Tunisair Express und Air Nostrum im Sommer 2013 Charterflüge nach Tunis bzw. Palma de Mallorca durch.